# Álbum fotográfico

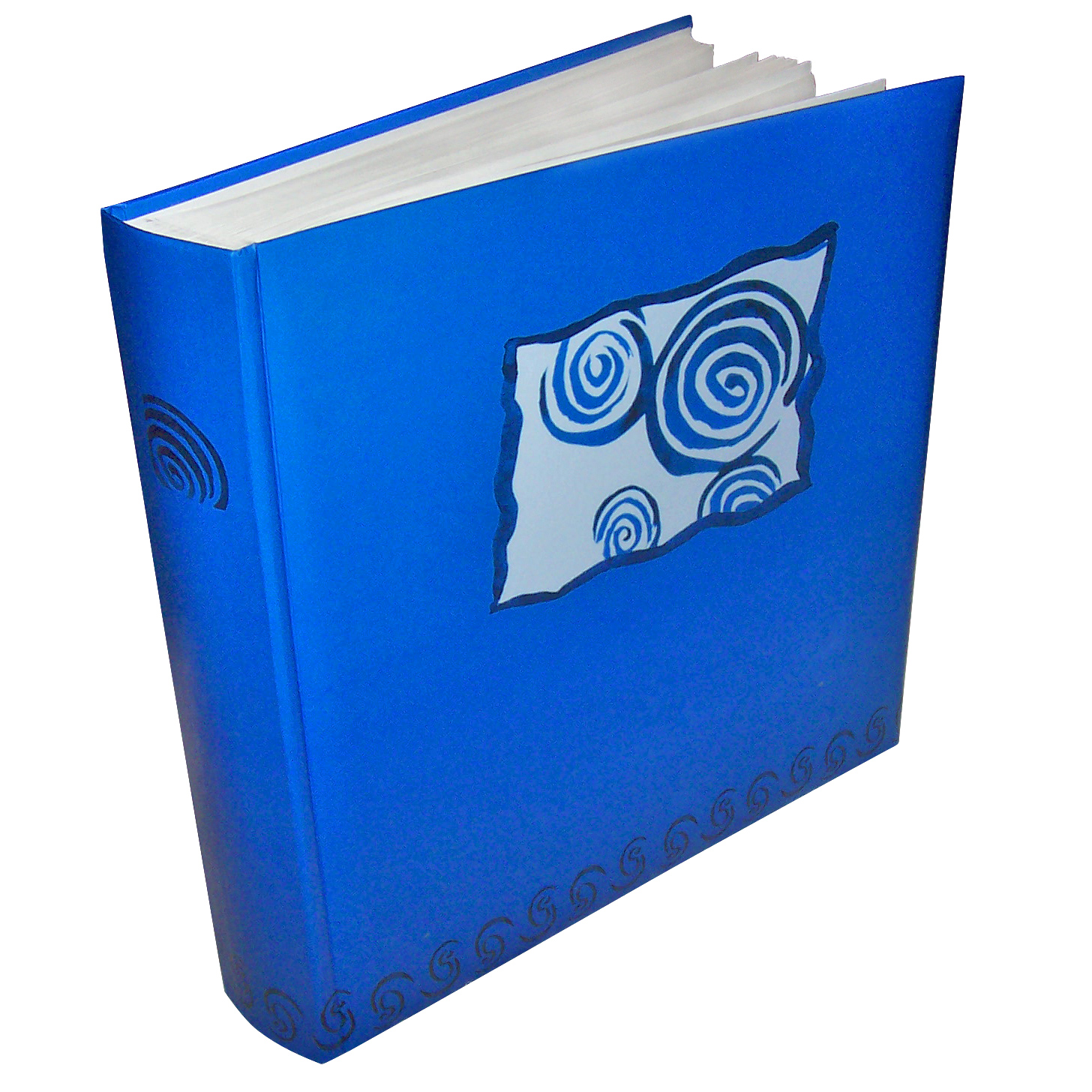
Un álbum fotográfico clásico.

Un álbum de fotos o álbum fotográfico es una carpeta en la que se guardan fotografías donde se almacenan recuerdos buenos o malos.
Consta de varias hojas en las que se pega o introduce la fotografía. El diseño de las hojas ha variado a través de los tiempos. En los modelos más antiguos se trataba de hojas de cartón o papel duro con soportes triangulares en los que se introducían las esquinas de las fotografías. Era tradicional disponer una hoja de papel de seda entre las hojas para separar y proteger la  fotografías. 
Actualmente, se pueden encontrar las siguientes variaciones del álbum fotográfico
- Hojas en blanco. Las fotografías han de ser fijadas a las páginas con pegamento. Sus ventajas residen en la posibilidad de escribir recuerdos y otras reseñas en los espacios en blanco.
- Hojas adhesivas. Las hojas constan de láminas plásticas adhesivas que se despegan fácilmente para introducir las fotos. El brillo del plástico confiere a esta presentación una estética apariencia.
- Compartimentos. Las fotografías se insertan en unas bolsas o compartimentos transparentes de tamaño ligeramente superior a las mismas. Pueden existir también compartimentos para introducir notas o comentarios en papel.

En ocasiones, los álbumes incorporan una página extra para guardar los negativos u otros recuerdos de la sesión, el viaje, la excursión, etc. 
Los álbumes se comercializan en diversos tamaños con páginas preparadas para medidas de fotografías específicas. También se venden paquetes de recambios para álbumes con estructura de anillas.

## Los álbumes en elsigloXXI
Los primeros álbumes de fotografías se extendían más allá del uso privado, familiar, y podemos compararlos a los libros de fotografías temáticos del presente. Antes de 1903, momento en que se desarrolló el procedimiento de impresión ófset (medios tonos) que permitiría publicar fotografías en libros, diarios y revistas, los álbumes reunían un grupo de fotografías sobre algún tema, o hecho que se documentaba (una guerra p.e.) o paisajes y personajes típicos de un lugar (exótico para los europeos en la mayoría de los casos) que se reunían en los llamados "álbumes de vistas y costumbres", como versiones fotográficas de las ilustraciones de viajeros. Estos álbumes contenían copias fotográficas, calotipos o albúminas generalmente, y muchos de ellos se realizaron por encargos oficiales (para documentar un evento o la construcción de una obra) o como iniciativa de fotógrafos profesionales que itineraban. Es el caso de álbumes como los realizados por Benito Panunzi de paisajes y tipos populares de Buenos Aires, o el que documentó la guerra de Secesión en USA realizado por Mathew Brady, o la guerra de la Triple Alianza por los fotógrafos de la empresa Bate & Cia.

## Álbumes virtuales

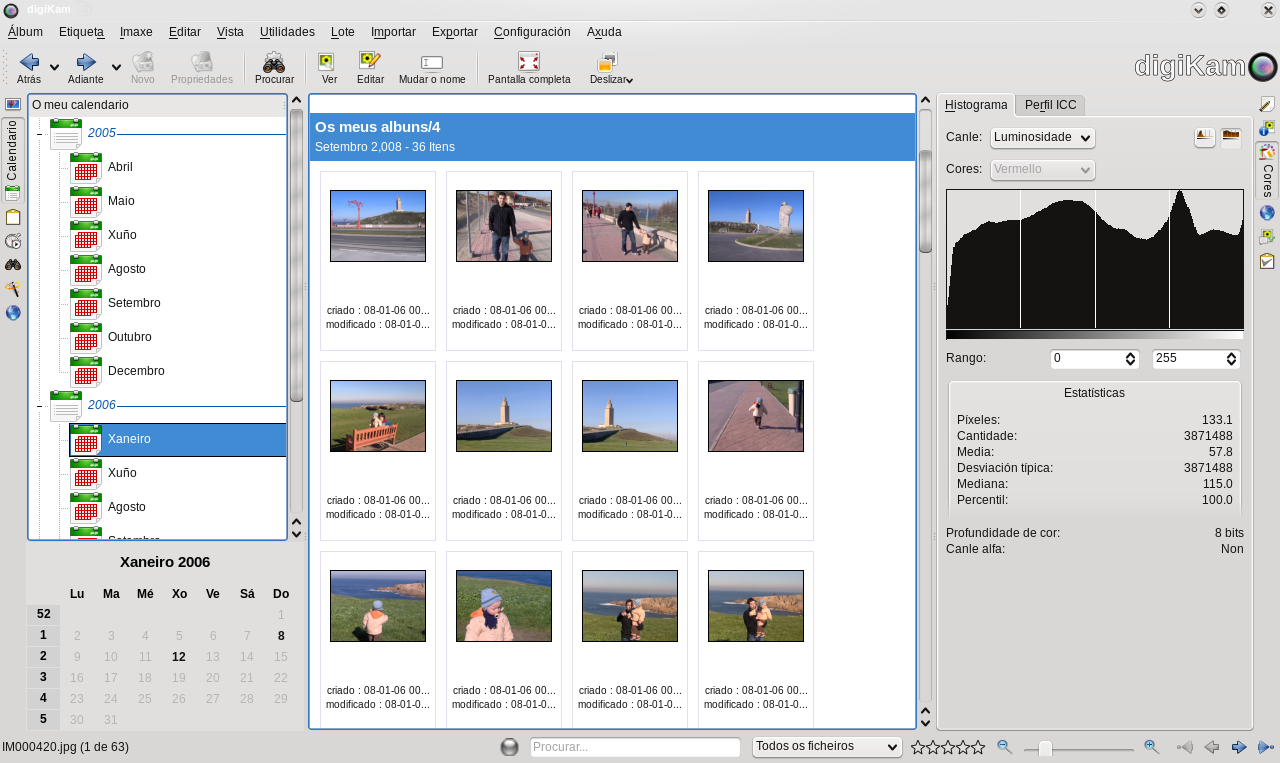
Digikam, una aplicación diseñada para la edición y organización de fotografías.

Hoy en día existen aplicaciones de escritorio y servicios web que permiten la organización de fotos en álbumes digitales. Algunos servicios web permiten enviar las fotos digitales a una página web y hacer un álbum de fotos virtual (tales como Fotolog, Flickr, etc). Diversos servicios en línea ofrecen opciones tales como edición de fotos, tamaños variados, variados sangrados, disposiciones, diseño de la cubierta, colores, etc. Algunos servicios incluso amplían la idea de un álbum de fotos permitiendo que una fotografía se convierta en parte de muchos álbumes, agregando comentarios y palabras claves a estas fotografías y utilizando estas palabras como medio para crear nuevos álbumes de fotos. Algunos álbumes de foto en línea proporcionan servicios tales como impresión y opciones para cargar fotos en los teléfonos móviles.

## Project Life
Este concepto es la unión de un álbum de fotos por compartimentos y de un diario personal. Su creadora es Becky Higgins y lo que pretende es documentar nuestra vida a través de un álbum compuesto por fundas, dentro de las cuales, se guardan fotos, tarjetas y recuerdos representativos de cada una de las cincuenta y dos semanas del año. Cada persona puede darle la forma que quiera y usar en su decoración una gran cantidad de elementos como pegatinas, sellos, tintas…Aunque la manera más común de hacerse es a través de la impresión, recorte de fotos y decoración de las tarjetas que se incluirán dentro del álbum, también puede hacerse en formato digital. 